# Весняний Трикутник
Весняний трикутник — астеризм у екваторіальній частині неба.  З території України краще всього спостерігається навесні. Складається з яскравих зірок — Арктур (α Волопаса, -0,04m), Спіка (α Діви, 0,98m), Денебола (β Лева, 2,14m).
Іноді до цього астеризму додають зірку Серце Карла  (α Гончих Псів), яка доповнює трикутник до ромба. В цьому варіанті астризм відомий як Діамант Діви.